# Llista de topònims de Ger
Llista de topònims (noms propis de lloc) del municipi de Ger, a la Baixa Cerdanya
Informació actualitzada per un bot. Els canvis manuals es perdran quan s'actualitzi!

## borda
| imatge | Nom                  | Ubicat a | instància de | Detalls | coordenades                                                         | Protecció | Commons (més fotos) | Dades a WD                    |
| ------ | -------------------- | -------- | ------------ | ------- | ------------------------------------------------------------------- | --------- | ------------------- | ----------------------------- |
|        | Barraca del Gespetar | Ger      | borda        |         | 42° 28′ 27″ N, 1° 49′ 11″ E / 42.4740547946512°N,1.81971688293214°E |           |                     | Modifica les dades a Wikidata |
|        | Corral nou del Ponç  | Ger      | borda        |         | 42° 25′ 59″ N, 1° 50′ 10″ E / 42.4330022345774°N,1.83603670821931°E |           |                     | Modifica les dades a Wikidata |

## entitat singular de població
| imatge | Nom                | Ubicat a | instància de                                   | Detalls | coordenades                                                            | Protecció | Commons (més fotos) | Dades a WD                    |
| ------ | ------------------ | -------- | ---------------------------------------------- | ------- | ---------------------------------------------------------------------- | --------- | ------------------- | ----------------------------- |
|        | Devesa de Saga     | Ger      | entitat singular de població                   | 5 hab   | 42° 24′ 45″ N, 1° 51′ 17″ E / 42.4125°N,1.85472222°E 1147 msnm         |           |                     | Modifica les dades a Wikidata |
|        | Ger                | Ger      | entitat singular de població capital municipal | 370 hab | 42° 24′ 40″ N, 1° 50′ 43″ E / 42.41101431°N,1.84524406°E 1119 msnm     |           |                     | Modifica les dades a Wikidata |
|        | Gréixer            | Ger      | entitat singular de població despoblat         | 42 hab  | 42° 24′ 46″ N, 1° 49′ 28″ E / 42.4128°N,1.82444°E 1345 msnm            |           | Gréixer (Ger)       | Modifica les dades a Wikidata |
|        | Mas de Sallent     | Ger      | entitat singular de població                   | 28 hab  | 42° 25′ 13″ N, 1° 51′ 47″ E / 42.42025°N,1.8630833333333°E 1159 msnm   |           |                     | Modifica les dades a Wikidata |
|        | Niula              | Ger      | entitat singular de població                   | 1 hab   | 42° 25′ 48″ N, 1° 50′ 53″ E / 42.4301°N,1.84818°E 1445 msnm            |           | Niula               | Modifica les dades a Wikidata |
|        | Saga               | Ger      | entitat singular de població                   | 24 hab  | 42° 24′ 57″ N, 1° 51′ 34″ E / 42.415883°N,1.859575°E 1105 msnm         |           | Saga (Ger)          | Modifica les dades a Wikidata |
|        | la Pleta de Bolvir | Ger      | entitat singular de població                   | 10 hab  | 42° 25′ 07″ N, 1° 52′ 07″ E / 42.41858961°N,1.868727207°E 1185.75 msnm |           |                     | Modifica les dades a Wikidata |

## església
| imatge | Nom                     | Ubicat a | instància de | Detalls                      | coordenades                                                     | Protecció                   | Commons (més fotos)     | Dades a WD                    |
| ------ | ----------------------- | -------- | ------------ | ---------------------------- | --------------------------------------------------------------- | --------------------------- | ----------------------- | ----------------------------- |
|        | Sant Climent de Gréixer | Ger      | església     | Estil: arquitectura romànica | 42° 24′ 46″ N, 1° 49′ 28″ E / 42.412778°N,1.824444°E ca:Gréixer | bé cultural d'interès local | Sant Climent de Gréixer | Modifica les dades a Wikidata |
|        | Sant Joan de Saga       | Ger      | església     |                              | 42° 24′ 51″ N, 1° 52′ 02″ E / 42.4143°N,1.8671°E                |                             |                         | Modifica les dades a Wikidata |
|        | Sant Pere de Ger        | Ger      | església     | Estil: arquitectura popular  | 42° 24′ 47″ N, 1° 50′ 06″ E / 42.413°N,1.83496°E                | bé cultural d'interès local | Sant Pere de Ger        | Modifica les dades a Wikidata |
|        | Santa Coloma de Ger     | Ger      | església     | Estil: arquitectura romànica | 42° 24′ 41″ N, 1° 50′ 38″ E / 42.411265°N,1.843792°E            | bé cultural d'interès local | Santa Coloma de Ger     | Modifica les dades a Wikidata |
|        | Santa Eugènia de Saga   | Ger      | església     | Estil: arquitectura romànica | 42° 24′ 55″ N, 1° 51′ 36″ E / 42.4153°N,1.85994°E ca:Saga       | bé cultural d'interès local | Santa Eugènia de Saga   | Modifica les dades a Wikidata |

## font
| imatge | Nom              | Ubicat a | instància de | Detalls | coordenades                                                       | Protecció | Commons (més fotos) | Dades a WD                    |
| ------ | ---------------- | -------- | ------------ | ------- | ----------------------------------------------------------------- | --------- | ------------------- | ----------------------------- |
|        | font de la Feixa | Ger      | font         |         | 42° 27′ 50″ N, 1° 49′ 01″ E / 42.463938°N,1.816982°E              |           |                     | Modifica les dades a Wikidata |
|        | font del Ros     | Ger      | font         |         | 42° 24′ 57″ N, 1° 50′ 57″ E / 42.415915173928°N,1.8490975984433°E |           |                     | Modifica les dades a Wikidata |

## masia
| imatge | Nom           | Ubicat a | instància de | Detalls | coordenades                                                         | Protecció | Commons (més fotos) | Dades a WD                    |
| ------ | ------------- | -------- | ------------ | ------- | ------------------------------------------------------------------- | --------- | ------------------- | ----------------------------- |
|        | Cal Rufiandis | Ger      | masia        |         | 42° 24′ 30″ N, 1° 50′ 43″ E / 42.4083924558856°N,1.84525381697488°E |           |                     | Modifica les dades a Wikidata |
|        | el Coforn     | Ger      | masia        |         | 42° 26′ 05″ N, 1° 50′ 23″ E / 42.4347069412908°N,1.83984695912578°E |           |                     | Modifica les dades a Wikidata |

## muntanya
| imatge | Nom              | Ubicat a                             | instància de | Detalls | coordenades                                                                  | Protecció | Commons (més fotos) | Dades a WD                    |
| ------ | ---------------- | ------------------------------------ | ------------ | ------- | ---------------------------------------------------------------------------- | --------- | ------------------- | ----------------------------- |
|        | Puigpedrós       | Meranges Porta Ger Guils de Cerdanya | muntanya     |         | 42° 29′ 15″ N, 1° 45′ 43″ E / 42.4875750896°N,1.76193328898°E 2914 2915 msnm |           | Puig de Campcardós  | Modifica les dades a Wikidata |
|        | Roc Roig         | Ger                                  | muntanya     |         | 42° 27′ 13″ N, 1° 48′ 31″ E / 42.4535°N,1.80853°E 2225.3 msnm                |           |                     | Modifica les dades a Wikidata |
|        | Roques Feres     | Ger                                  | muntanya     |         | 42° 27′ 21″ N, 1° 50′ 17″ E / 42.45580278°N,1.838°E 1967.1 msnm              |           |                     | Modifica les dades a Wikidata |
|        | Roques de Llogar | Ger                                  | muntanya     |         | 42° 27′ 04″ N, 1° 49′ 39″ E / 42.451215°N,1.82736944°E 1982.9 msnm           |           |                     | Modifica les dades a Wikidata |
|        | Serra del Burgar | Ger                                  | muntanya     |         | 42° 25′ 16″ N, 1° 50′ 00″ E / 42.421°N,1.83331°E 1387.9 msnm                 |           |                     | Modifica les dades a Wikidata |

## refugi de muntanya
| imatge | Nom                 | Ubicat a | instància de       | Detalls | coordenades                                          | Protecció | Commons (més fotos) | Dades a WD                    |
| ------ | ------------------- | -------- | ------------------ | ------- | ---------------------------------------------------- | --------- | ------------------- | ----------------------------- |
|        | refugi de Cabanella | Ger      | refugi de muntanya |         | 42° 26′ 53″ N, 1° 50′ 08″ E / 42.447953°N,1.835612°E |           |                     | Modifica les dades a Wikidata |
|        | refugi de la Feixa  | Ger      | refugi de muntanya |         | 42° 27′ 50″ N, 1° 48′ 55″ E / 42.46393°N,1.815279°E  |           |                     | Modifica les dades a Wikidata |

## serra
| imatge | Nom                       | Ubicat a                       | instància de | Detalls | coordenades                                                                 | Protecció | Commons (més fotos) | Dades a WD                    |
| ------ | ------------------------- | ------------------------------ | ------------ | ------- | --------------------------------------------------------------------------- | --------- | ------------------- | ----------------------------- |
|        | planell de Puig Farinós   | Ger Guils de Cerdanya          | serra        |         | 42° 28′ 43″ N, 1° 49′ 16″ E / 42.4785°N,1.82114°E 2363 msnm                 |           |                     | Modifica les dades a Wikidata |
|        | serra Cabanella           | Ger                            | serra        |         | 42° 26′ 43″ N, 1° 49′ 48″ E / 42.4452°N,1.8299°E 1982.9 msnm                |           |                     | Modifica les dades a Wikidata |
|        | serra d'All               | Ger Isòvol                     | serra        |         | 42° 24′ 11″ N, 1° 50′ 15″ E / 42.40293889°N,1.83751944°E 1200 msnm          |           |                     | Modifica les dades a Wikidata |
|        | serra de la Mata de l'Ós  | Bolvir Ger Guils de Cerdanya   | serra        |         | 42° 26′ 25″ N, 1° 51′ 02″ E / 42.4403°N,1.8505°E 1891.4 msnm                |           |                     | Modifica les dades a Wikidata |
|        | serra del Bac             | Ger                            | serra        |         | 42° 25′ 39″ N, 1° 49′ 18″ E / 42.4274°N,1.82174°E 1566.5 msnm               |           |                     | Modifica les dades a Wikidata |
|        | serra dels Corrals Blancs | Ger                            | serra        |         | 42° 25′ 49″ N, 1° 49′ 56″ E / 42.43023889°N,1.83226944°E                    |           |                     | Modifica les dades a Wikidata |
|        | serrat Castellar          | Ger                            | serra        |         | 42° 26′ 35″ N, 1° 50′ 30″ E / 42.44300833°N,1.84178611°E 1810 msnm          |           |                     | Modifica les dades a Wikidata |
|        | serrat de la Ginebreda    | Bellver de Cerdanya Ger Isòvol | serra        |         | 42° 25′ 08″ N, 1° 48′ 23″ E / 42.41880694°N,1.80646667°E 1.5615 1561.5 msnm |           |                     | Modifica les dades a Wikidata |
|        | serrat de les Llebres     | Ger                            | serra        |         | 42° 25′ 15″ N, 1° 49′ 08″ E / 42.4208°N,1.81889°E 1600 msnm                 |           |                     | Modifica les dades a Wikidata |

## Misc
| imatge | Nom                      | Ubicat a                     | instància de                              | Detalls                                      | coordenades                                                                                       | Protecció                                  | Commons (més fotos) | Dades a WD                    |
| ------ | ------------------------ | ---------------------------- | ----------------------------------------- | -------------------------------------------- | ------------------------------------------------------------------------------------------------- | ------------------------------------------ | ------------------- | ----------------------------- |
|        | Altejó                   | Ger                          | despoblat nucli de població               |                                              | 42° 25′ 41″ N, 1° 51′ 42″ E / 42.427946°N,1.861601°E 1337 msnm                                    |                                            |                     | Modifica les dades a Wikidata |
|        | Molí de Ger              | Ger Baixa Cerdanya           | molí d'aigua entitat singular de població | Estil: arquitectura popular 14 hab           | 42° 24′ 06″ N, 1° 51′ 45″ E / 42.401545°N,1.862479°E 1061 msnm                                    | bé integrant del patrimoni cultural català |                     | Modifica les dades a Wikidata |
|        | Montmalús                | Ger                          | nucli de població                         |                                              | 42° 26′ 01″ N, 1° 48′ 57″ E / 42.433589016408°N,1.8159496261671°E                                 |                                            |                     | Modifica les dades a Wikidata |
|        | Roc Roig                 | Ger                          | vèrtex geodèsic                           | Alt: 1.2m                                    | 42° 27′ 13″ N, 1° 48′ 31″ E / 42.453554°N,1.808546°E 2226.617 msnm                                |                                            |                     | Modifica les dades a Wikidata |
|        | Segre                    | Catalunya Pirineus Orientals | riu curs d'aigua riu aurífer              | Desemboca: Ebre Llarg: 265km Conca: 22400km² | 42° 24′ 09″ N, 2° 06′ 30″ E / 42.4025°N,2.1084°E 41° 21′ 48″ N, 0° 18′ 16″ E / 41.3633°N,0.3044°E |                                            | Segre River         | Modifica les dades a Wikidata |
|        | casa consistorial de Ger | Ger                          | casa consistorial                         |                                              | 42° 24′ 38″ N, 1° 50′ 44″ E / 42.4106525°N,1.845493°E                                             |                                            |                     | Modifica les dades a Wikidata |
|        | estany Mal               | Ger                          | llac glacial                              | Llarg: 247m Ample: 189m Superfície: 3.46ha   | 42° 28′ 38″ N, 1° 48′ 01″ E / 42.477159°N,1.80036°E 2257 msnm                                     |                                            | Estany Mal          | Modifica les dades a Wikidata |
|        | planell de l'Agulla      | Ger                          | indret                                    |                                              | 42° 27′ 35″ N, 1° 48′ 18″ E / 42.45964°N,1.805°E 2248 msnm                                        |                                            |                     | Modifica les dades a Wikidata |